# Maruszów (województwo mazowieckie)
Maruszów – wieś sołecka w Polsce położona w województwie mazowieckim, w powiecie lipskim, w gminie Lipsko. Leży przy drodze krajowej nr 79.
Prywatna wieś szlachecka, położona była w drugiej połowie XVI wieku w powiecie radomskim województwa sandomierskiego.
W latach 1954–1967 wieś należała do gromady Daniszów, po przeniesieniu siedziby gromady do Maruszowa, wieś należała i była siedzibą władz gromady Maruszów. W latach 1975–1998 miejscowość administracyjnie należała do województwa radomskiego.
Wierni Kościoła rzymskokatolickiego należą do parafii św. Teresy od Dzieciątka Jezus w Aleksandrowie.